# Яшкурово
Яшкурово — деревня в Борисоглебском районе Ярославской области России, входит в состав Высоковского сельского поселения.

## География
Расположена на берегу речки Ворьсма в 9 км на юг от центра поселения села Высоково и в 39 км на юго-запад от райцентра посёлка Борисоглебский.

## История
Близ деревни на погосте Никольский, что на Ворсме, в 1804 году была построена каменная Казанская церковь. В церкви было три престола: в летней - во имя Казанской Божией Матери, в зимней два престола: на правой стороне - во имя Преображения Господня, на левой - во имя Св. Николая. В 1846 году на средства прихожан вновь перестроена зимняя церковь, а летняя перестроена в 1863 году.
В конце XIX — начале XX деревня Яшкурово с Никольским погостом входили в состав Высоковской волости Угличского уезда Ярославской губернии.
С 1929 года деревня являлась центром Яшкуроского сельсовета Борисоглебского района, в 1944 — 1959 годах — в составе Ильинского района, с 1954 года — в составе Высоковского сельсовета, с 2005 года — в составе Высоковского сельского поселения.

## Население
| 1859 | 2007 | 2010 |
| ---- | ---- | ---- |
| 154  | ↘9   | ↘4   |

## Достопримечательности
Близ деревни в урочище Никольский погост расположена недействующая Церковь Казанской иконы Божией Матери (1804).